# Список потерь Ми-8 и его модификаций (1981 год)
Список потерянных Ми-8 всех модификаций (включая Ми-9, -14, -17, -18, -19, -171 и -172) составлен по данным из открытых источников и учитывает только авиационные происшествия или воздействие внешних сил, приведшие к утрате вертолёта или его списанию вследствие полученных повреждений.
Список не полный и не окончательный.

## Список аварий и катастроф
Зелёным цветом выделены потери при применении в вооружённых конфликтах, в том числе в контртеррористических операциях.
| № п/п | Дата     | Модификация / Бортовой номер | Место                                                    | Жертвы / На борту | Краткое описание |
| ----- | -------- | ---------------------------- | -------------------------------------------------------- | ----------------- | --- |
| 1     | 16 февр. | Ми-8Т н.д.                   | Кандагар                                                 | 0/3               | Вертолёт 280-го овп. Экипаж выполнял контрольное висение перед вылетом на боевое задание. Неожиданно вертолёт перешел во вращение, упал на землю и завалившись на борт загорелся, экипаж успел покинуть машину. Причиной потери управления стало разрушение концевой балки в результате усталостных напряжений. |
| 2     | 13 марта | Ми-8 н.д.                    | Таджикская ССР, Пянджский район                          | 0/15              | Вертолёт погранвойск. На высоте 900 м в районе 2-й погранзаставы Пянджского пограничного отряда произошло разрушение рулевого винта. Началась сильная тряска и вертолёт потерял путевую устойчивость. Экипажу удалось посадить машину, но в результате жёсткой посадки вертолёт получил значительные повреждения. Члены экипажа и пассажиры получили травмы различной степени тяжести. |
| 3     | 1 апр.   | Ми-8Т н.д.                   | близ Чарикара                                            | 0/3               | Вертолёт 262-й овэ. При выполнении боевого задания вертолёт на высоте 500 м был поражён из ПЗРК Ain Sakr, после чего на борту возник пожар и отказали оба двигателя. В результате посадки с большой вертикальной скоростью вертолёт разрушился и сгорел, экипаж успел эвакуироваться. |
| 4     | 4 апр.   | Ми-8Т 927                    | Сценткиралицабадья                                       | 3/3               | Вертолёт ВВС Венгерской Народной Республики выполнял ночной тренировочный полёт. Потерпел катастрофу во время посадки, разрушился и сгорел. |
| 5     | 28 апр.  | Ми-8Тс н.д.                  | провинция Бекаа                                          | 4/4               | Вертолёт вооружённых сил Сирии возвращался на базу после высадки десанта и был сбит самолётом F-16A ВВС Израиля. |
| 6     | 9 июня   | Ми-8 СССР-22581              | 140 км от Луанды                                         | 8/8               | Сбит огнём с земли, обломки вертолёта и останки людей были обнаружены только в январе 1989 года. |
| 7     | 24 июля  | Ми-8МТ н.д.                  | близ Чарикара                                            | 9/10              | Вертолёт 262-й овэ. Подбит огнём с земли. От полученных повреждений машина начала разрушаться в воздухе (отделилась концевая балка), после чего Ми-8 потерял управление и упал в арык. Выжил только один из пассажиров. |
| 8     | 26 июля  | Ми-8Т н.д.                   | близ Кандагара                                           | 0/3               | Вертолёт 280-го овп. Экипаж осуществлял бомбометание с малой высоты и был повреждён осколками разорвавшейся бомбы и совершил вынужденную посадку. Экипаж эвакуирован. |
| 9     | 25 авг.  | н.д. Ми-8 н.д.               | н.д.                                                     | н.д./н.д.         | Подбит огнём с земли. |
| 10    | 3 сент.  | Ми-8 СССР-25745              | ХМАО, Сургутский район, озеро Волоктаэнтльлор            | 14/17             | Через 17 минут после взлёта произошло разрушение привода рулевого винта и вертолёт потерял управление. Экипаж не смог прекратить вращение и снижение машины и она упала в озеро глубиной в месте падения 1,5 м. В результате падения вертолёт разрушился, погибли второй пилот, бортмеханик и 12 пассажиров. Причиной катастрофы послужил некачественные ремонт и техническое обслуживание вертолёта. |
| 11    | 5 сент.  | Ми-8Т н.д.                   | 40 км от Фараха                                          | 6/6               | Вертолёт 302-го овэ. Экипаж выполнял контроль результатов удара Су-25 по базе противника в горном массиве Луркох провинции Фарах. С воздуха были обнаружены два автобуса с моджахедами и было принято решение атаковать их. На выходе из атаки, после пуска НУРС, вертолёт был подбит ответным огнём из ДШК, упал и сгорел. Среди погибших в качестве пассажира был генерал-майор В. Н. Хахалов. |
| 12    | 18 сент. | Ми-8 СССР-22268              | Иркутская область, 11 км восточнее Железногорск-Илимский | 33+7/7            | Столкнулся с пассажирским самолётом Як-40. |
| 13    | 6 окт.   | Ми-8 СССР-22212              | Хабаровский край, в горах Джугджур                       | н.д./н.д.         | Вертолёт следовал по маршруту Аян → Нелькан. В горной местности машина попала в сильный ветер, КВС решил прервать полёт по маршруту и развернувшись, вернуться в пункт отправления, но при развороте вертолёт порывом ветра бросило на склон горы. Погибли все находящиеся на борту. |
| 14    | 10 окт.  | Ми-8МТ н.д.                  | провинция Парван(?)                                      | 4/н.д.            | Пара вертолётов 262-й овэ выполняла переброску десанта в район боевой операции. В узком месте высокогорной долины по машинам открыл огонь замаскированный ДШК. Ведущий вертолёт получил попадание по двигателям и стал терять высоту. В результате жёсткой посадки погибли капитан Виктор Мокрецов и лётчик-штурман лейтенант Касым Давлеталин. Борттехник старший лейтенант Петр Боровков сумел выбраться из завалившегося на бок вертолета, а находившийся на борту в качестве пассажира ст. лейтенант В. Н. Ситало получил ожоги, от которых скончался на следующий день. Ведомый залпом НУРС накрыл позицию ДШК, но сесть в каменистом районе не представлялось возможным. Группа ПСС прибыла только через 4 часа по земле под прикрытием десантников. Также погиб находившийся на борту капитан 3 ранга Ф. Б. Гладков. |
| 15    | 11 окт.  | Ми-8 СССР-25985              | Чукотский АО, близ Кепервеема                            | 0/3               | При осмотре с воздуха посадочной площадки, расположенной среди леса, экипаж отвлёкся от пилотирования. В результате из-за потери оборотов несущего винта вертолёт снизился, столкнулся с землей и разрушился. Экипаж получил травмы различной степени тяжести. |
| 16    | 17 окт.  | Ми-8Т н.д.                   | Куфабское ущелье                                         | 1/н.д.            | Вертолёт пограничных войск СССР. При высадке десанта в Куфабском ущелье по вертолёту открыл огонь замаскированный ДШК и был убит командир экипажа ст. лейтенант Ю. М. Скрипкин. Лётчик-штурман Валерий Романов посадил подбитую машину, которая взорвалась сразу после того, как все покинули борт. |
| 17    | 2 нояб.  | Ми-8Т н.д.                   | около Асадабада                                          | 0/н.д.            | Вертолёт 335-го обвп. При полёте на высоте около 30 м был обстрелян с земли. После аварийной посадки машина сгорела. Во время эвакуации экипажа погиб рядовой Г. Писика. |
| 18    | 7 нояб.  | Ми-8МТ н.д.                  | н.д.                                                     | 0/3               | Вертолёт 181-го овп. В составе группы наносил удар по опорному пункту противника и был подбит ответным огнём стрелкового оружия с земли. Машина потеряла управление, упала на землю и перевернувшись загорелась. Экипажу удалось покинуть борт, получив ожоги различной степени тяжести. |
| 19    | 13 нояб. | Ми-8Т н.д.                   | н.д.                                                     | 3/3               | Вертолёт 181-го овп. Экипаж в составе командира лейтенанта П. Д. Коношенко, лётчика-штурмана лейтенанта В. П. Александрова и борттехника ст. лейтенанта Л. Г. Байборина наносил удар по опорному пункту моджахедов, был поражён огнём с земли, упал на землю и взорвался. Все находящиеся на борту погибли. |
| 20    | 18 нояб. | Ми-8МТ н.д.                  | 50 км от Кабула                                          | 4/4               | Вертолёт 50-го осап. Экипаж в составе командира капитана Ф. А. Степанова, лётчика-штурмана лейтенанта А. В. Чередникова и борттехника ст. лейтенанта С. И. Богза выполнял задание по атаке склада оружия в 50 км юго-западнее Кабула. После сброса бомб по вертолёту был открыт огонь с земли, машина загорелась но не потеряла управление. Командир развернул вертолёт в сторону цели и выполнил залп НУРС-ов, после чего машина потеряла управление и упала на землю. Кроме экипажа на борту погиб боец отряда "Каскад-3" ст. лейтенант А. И. Зотов осуществлявший целеуказание. |